# Jaroslav Borotínský Zyka
Jaroslav Borotínský Zyka (13. července 1875 Praha – 5. února 1947) byl novinář, básník, spisovatel a význačný sokolský pracovník, první starosta Sokola Strašnice.

## Život
Jaroslav Borotínský Zyka se narodil v Praze v roce 1875, vystudoval reálnou školu a stal se účetním v knihkupectví Jana Otty.

### Sokol
V letech 1898–1915 byl tajemníkem ČOS, 17 let jednatelem vzdělavatelského sboru ČOS, 6 let starostou Sokola v Michli, vzdělavatelem Sokola v Nuslích. Byl prvním starostou Sokola Strašnice, od jehož založení v roce 1908 setrval ve funkci až do roku 1914, poté byl starostou v letech 1926–1936. Ve strašnickém Sokole organizoval vzdělavatelské akce, redigoval sokolské publikace, přispíval do Sokola a Věstníku sokolského, vydával instruktivní brožury.

### Spisovatel
Kromě knihy básní Když kvete šeřík napsal několik dramatických prací, v té době oblíbených zejména u divadelních ochotníků. V Ottově nakladatelství redigoval Osvětu lidu, psal i do divadelních časopisů. Uspořádal sbírku sokolských písní Mužným duchem. V roce 1915 se stal redaktorem Švehlova deníku Venkov.
Jaroslav Borotínský Zyka zemřel 5. února 1947. Pohřben je v rodinné hrobce na Olšanských hřbitovech (VI-odd. 12a, hrob 75).

## Výběr z díla
- K výchově lidu (1900)
- sbírka básní Když kvetl šeřík (1900)
- divadelní hra Miluji tě (1920)
- veselohra Sjezd (1920)
- divadelní hra Na půdě ohrožené (1921)
- fraška Nebezpečné stáří (1922)
- pohádka Čarovný kořínek (1923)
- Jindřich Fügner: vzpomínky sokolské (1925)